# Örencik, Şebinkarahisar
Örencik là một xã thuộc huyện Şebinkarahisar, tỉnh Giresun, Thổ Nhĩ Kỳ. Dân số thời điểm ngày 31 tháng 12 năm 2019 là 1,867 người.